# Communauté de communes l'Est Cambrésis
La Communauté de communes de l'Est Cambrésis est une ancienne communauté de communes française, située dans le département du Nord et la région Nord-Pas-de-Calais, arrondissement de Cambrai.

La fusion de la Communauté de communes l'Est Cambrésis et de la Communauté de communes de Carnières Sud a donné naissance à la Communauté de communes du Caudrésis.

## Composition
- Busigny
- Caudry
- Haucourt-en-Cambrésis
- Ligny-en-Cambrésis
- Maretz
- Maurois
- Montigny-en-Cambrésis
- Walincourt-Selvigny